# Judy Greer
Judy Greer, geboren als Judith Therese Evans (Detroit, 20 juli 1975), is een Amerikaans actrice.
Greer speelt vooral komische rollen, zoals haar rol in de films 13 Going on 30 (2004), The Wedding Planner (2001) en What Women Want (2000). Hiernaast speelt ze ook meer serieuze rollen en verschillende bijrollen in grote producties. Haar laatste grote rol was die van Kitty Walker in The Village (2004).
Judith Evans werd geboren in Detroit, waar ze negen jaar Russisch ballet studeerde tot ze werd aangenomen aan de acteeropleiding van de Depaul University in Chicago. Na een aantal bijbaantjes tijdens haar studie speelt ze haar eerste rol op het witte doek. Drie dagen na haar afstuderen heeft ze een bijrol in de film Kissing a Fool (1998).

## Filmografie
- Bibsys: 8056113
- Biblioteca Nacional de España: XX1728481
- Bibliothèque nationale de France: cb14641352w (data)
- Gemeinsame Normdatei: 1026017661
- International Standard Name Identifier: 0000 0003 6340 2982
- Library of Congress Control Number: no2001031666
- MusicBrainz: 99de5e0b-bb79-427c-924c-5219d086eed7
- Nationale Bibliotheek van Tsjechië: xx0051576
- Nationale Bibliotheek van Israël: 987007439699705171
- Nederlandse Thesaurus van Auteursnamen: 421329629
- Système universitaire de documentation: 158163966
- Virtual International Authority File: 226412695
- WorldCat: E39PBJp9pRdpykMCkV9b4778md